# Michael Dostál
Michael Dostál (* 27. dubna 1982) je český basketbalista hrající Národní basketbalovou ligu za tým NH Ostrava. Hraje na pozici křídla.
Je vysoký 200 cm, váží 91 kg.

## Kariéra
- 2000 - 2007 : NH Ostrava

## Statistiky
| Sezóna   | Soutěž      | Odehrané minuty | Průměr na zápas | Body | Průměr na zápas |
| -------- | ----------- | --------------- | --------------- | ---- | --------------- |
| 2000/01  | Mattoni NBL | 41.6            | 5.9             | 21   | 3.0             |
| 2001/02  | Mattoni NBL | 167.0           | 7.3             | 63   | 2.7             |
| 2002/03  | Mattoni NBL | 482.9           | 15.1            | 227  | 7.1             |
| 2003/04  | Mattoni NBL | 869.8           | 29.0            | 419  | 14.0            |
| 2004/05  | Mattoni NBL | 867.1           | 26.3            | 377  | 11.4            |
| 2005/06  | Mattoni NBL | 271.5           | 17.0            | 78   | 4.9             |
| 2006/07* | Mattoni NBL | 184.2           | 14.2            | 67   | 5.2             |

 *Rozehraná sezóna - údaje k 20.1.2007 